# Göran Trogen
Göran Trogen, född 24 maj 1942 i Härnösand, är en svensk jurist som var verkställande direktör i arbetsgivarorganisationen Almega 1993–2003. 

## Biografi
Efter studentexamen 1961 och reservofficersutbildning vid Västernorrlands regemente, I 21, avlade han juris kandidatexamen 1967 i Lund. Han var under studietiden kurator i Wermlands nation och ordförande i Juridiska föreningen. Efter tingstjänstgöring vid Lunds tingsrätt, anställdes han 1969 som förhandlare vid Svenska Arbetsgivareföreningen, SAF, för att 1971 övergå till SAF:s Allmänna Grupp, där han utnämndes till verkställande direktör för förbundet 1986. Vid Almegas bildande 1993 utsågs han till dess förste verkställande direktör.
Göran Trogen var ledamot av Arbetsdomstolen 2003–2010 och ordförande i forskningsinstitutet Ratio 2003–2006.
2004–2009 var Göran Trogen ledamot av ILO:s styrelse i Genève som representant för de nordiska arbetsgivarföreningarna och i styrelsen för den internationella arbetsgivarorganisationen IOE. Han har även varit ordförande i den internationella organisationen för arbetsgivare inom kemiindustrin, LRC.
Under åren 2006–2015 hade Göran Trogen expertuppdrag för SIDA i Ukraina rörande den svenska arbetsmarknadsmodellens tillämpning.